# 何塞·托雷斯·希尔
何塞·托雷斯·希尔（西班牙語：José Torres Gil，1995年3月28日—），阿根廷男子自行车运动员，2019年泛美运动会男子自由式小轮车银牌得主、2023年泛美运动会男子自由式小轮车金牌得主、2024年夏季奥林匹克运动会男子自由式小轮车金牌得主。